# Boštjan Kordaš
Boštjan Kordaš, slovenski veterinar, * 20. september 1899, Škofji Dvor, občina Štalenska gora) (stara občina Šenttomaž pri Celovcu), avstrijska Koroška, † 6. januar 1990, Kamnik.
Kordaš je izhajal iz domačije z hišnim imenom Ruprat ali Roprat v Zgornjih Goričah pri  Timenici. Leta 1912 je zapisan med člani slovenske Hranilnice in posojilnice Šenttomaž pri Celovcu, kar ga identificira kot identitetno ozaveščenega koroškega Slovenca. 
Leta 1917 je bil vpoklican v vojsko in leta 1919 je maturiral v Celovcu. Franc Smodej, ki je bil po Avguštinu Malleju pred tem provizor v Timenici in je verjetno vsaj poznal družino, mu je med kasnejšim angažmajem v Narodnem svetu v Velikovcu zagotovil štipendijo za študij. veterinarske medicine v Zagrebu.
Takrat je prejel jugoslovansko državljanstvo v skladu s  Senžermensko mirovno pogodbo. 
Leta 1925 je diplomiral na zagrebški veterinarski fakulteti in prav tam 1927 tudi doktoriral. Z bakteriologijo, serologijo in proizvodnjo cepiv proti živalskim kužnim boleznim se je ukvarjal na Centralnem veterinarskem bakteriološkem zavodu v Beogradu, na zavodu za proizvodnjo serumov Kamendin v Novem Sadu in v Serum zavodu v Križevcih na Hrvaškem. Od leta 1936 dalje je živel v Kamniku, kjer je kot okrajni veterinar delal na področju veterinarske inšpekcije in zatiranja kužnih bolezni živali.